# Eberhard Mehl
Eberhard Mehl (Köln, 1935. április 20. – Koblenz, 2002. március 29.) olimpiai bronzérmes német tőrvívó, edző.